# Acoustic Hymns Vol 1
Acoustic Hymns Vol 1 è il sesto album in studio da solista del cantante e musicista britannico Richard Ashcroft, pubblicato nel 2021.

## Il disco
Il disco consiste di nuove versioni di brani appartenenti al catalogo di Ashcroft, sia da solista che dal suo gruppo The Verve. Alla realizzazione dell'album hanno partecipato, tra gli altri, Wil Malone, Chuck Leavell e Liam Gallagher, quest'ultimo nel brano C'mon People (We're Making It Now).

## Tracce
Testi e musiche di Richard Ashcroft.
1. Bitter Sweet Symphony – 7:11
2. A Song for the Lovers – 5:06
3. Sonnet – 4:20
4. C'mon People (We're Making It Now) (featuring Liam Gallagher) – 4:55
5. Weeping Willow – 4:06
6. Lucky Man – 4:38
7. This Thing Called Life – 5:27
8. Space & Time – 5:00
9. Velvet Morning – 5:03
10. Break the Night with Colour – 4:34
11. One Day – 4:35
12. The Drugs Don't Work – 5:40